# Lliga ACB 2014/15
La temporada 2014/15 de la lliga ACB (per motius de patrocini, Lliga Endesa) va començar el cap de setmana del 26 i 27 de setembre de 2014 amb la disputa de la Supercopa. La lliga regular va començar el 4 i 5 d'octubre de 2014 i va finalitzar el 23 i 24 de maig de 2015, el playoff va començar el 28 de maig de 2015 i va acabar el 28 de juny i la Copa del Rei es va disputar entre els dies 19 i 22 de febrer de 2015 a Las Palmas de Gran Canària.

## Equips participants
| Equip                                          | Entrenador            | Ciutat                     | Pavelló                          | Aforament | Marca    |
| ---------------------------------------------- | --------------------- | -------------------------- | -------------------------------- | --------- | -------- |
| Estudiantes                                    | Txus Vidorreta        | Madrid                     | Palacio de Deportes / Vistalegre | 15.000    | Joma     |
| La Bruixa d'Or                                 | Pedro Martínez        | Manresa                    | Nou Congost                      | 5.000     | Joma     |
| Rio Natura Monbus                              | Moncho Fernández      | Santiago de Compostel·la   | Pabellón Multiusos Fontes do Sar | 6.000     | Mercury  |
| CAI Zaragoza                                   | José Luis Abós/J Ruiz | Saragossa                  | Pabellón Príncipe Felipe         | 11.000    | Mercury  |
| Laboral Kutxa                                  | Marco Crespi          | Vitòria                    | Fernando Buesa Arena             | 15.504    | Royal    |
| Baloncesto Sevilla                             | Scott Roth            | Sevilla                    | Palacio de Deportes San Pablo    | 7.626     | Hummel   |
| Iberostar Tenerife                             | Alejandro Martínez    | San Cristóbal de La Laguna | Santiago Martín                  | 5.000     | PI 3 14  |
| FIATC Joventut                                 | Salva Maldonado       | Badalona                   | Pavelló Olímpic de Badalona      | 12.500    | Spalding |
| Herbalife Gran Canaria                         | Aíto García Reneses   | Las Palmas de Gran Canària | Centro Insular de Deportes       | 5.200     | AND 1    |
| Gipuzkoa Basket                                | Jaume Ponsarnau       | Sant Sebastià              | Donostia Arena 2016              | 11.000    | Luanvi   |
| Baloncesto Fuenlabrada                         | Luis Casimiro         | Fuenlabrada                | Pabellón Fernando Martín         | 5.300     | Royal    |
| Real Madrid                                    | Pablo Laso            | Madrid                     | Palacio de Deportes              | 15.000    | Adidas   |
| FC Barcelona                                   | Xavi Pascual          | Barcelona                  | Palau Blaugrana                  | 8.000     | Nike     |
| Universidad Católica de Murcia                 | Diego Ocampo          | Múrcia                     | Palacio de Deportes de Murcia    | 7.454     | Hummel   |
| Unicaja                                        | Joan Plaza            | Màlaga                     | José María Martín Carpena        | 10.233    | Hummel   |
| València Basket                                | Velimir Perasović     | València                   | Pavelló Font de Sant Lluís       | 9.000     | Luanvi   |
| Morabanc Andorra                               | Joan Peñarroya        | Andorra                    | Pavelló Joan Alay                | 5.000     | Luanvi   |
| Bilbao Basket                                  | Sito Alonso           | Bilbao                     | Bilbao Arena                     | 8.500     |          |
| Dades actualitzades a: 13 de setembre de 2014. |                       |                            |                                  |           |          |

### Equips ascendits i descendits la temporada anterior
| Pos | Ascendits a la Lliga ACB |
| --- | ------------------------ |
| 1r  | MoraBanc Andorra         |
| 2n  | Ford Burgos              |

| Pos | Descendits a LEB Or |
| --- | ------------------- |
| 17è | La Bruixa d'Or      |
| 18è | MyWigo Valladolid   |

La temporada 2013-14 de la lliga LEB Or el Bàsquet Club Andorra i el Ford Burgos van guanyar una plaça d'ascens a l'ACB. Tot i això, el Ford Burgos no va presentar tota la documentació necessària per inscriure's a la lliga, de manera que l'ACB va convidar el Bàsquet Manresa a ocupar aquesta plaça.
El Bilbao Basket no es va inscriure, i el 18 de juliol de 2014 l'assemblea general de l'ACB va decidir disputar la lliga amb 17 equips, però després d'un recurs al Tribunal administratiu de l'esport, la ACB es va veure obligada a permetre la inscripció del Bilbao Basket a la lliga.

## Lliga regular
La lliga regular consta de 34 jornades. En finalitzar-se la primera volta (17 jornades), els 8 primers classificats disputen la Copa del Rei de bàsquet 2015. En finalitzar-se les 34 jornades, els 8 primers classificats disputen els Play-offs pel títol, i els dos últims classificats descenen a la Lliga LEB Or.
| Pos | Equip                       | J  | G  | P  | P.F.  | P.C.  | +/-  | Classificació                         |
| --- | --------------------------- | -- | -- | -- | ----- | ----- | ---- | ------------------------------------- |
| 1   | Real Madrid                 | 34 | 27 | 7  | 2.903 | 2.640 | +263 | Classificats per al Playoff pel títol |
| 2   | FC Barcelona                | 34 | 25 | 9  | 2.806 | 2.455 | +351 | Classificats per al Playoff pel títol |
| 3   | Unicaja Málaga              | 34 | 25 | 9  | 2.644 | 2.490 | +154 | Classificats per al Playoff pel títol |
| 4   | Dominion Bilbao Basket      | 34 | 20 | 14 | 2.559 | 2.514 | +45  | Classificats per al Playoff pel títol |
| 5   | València Basket Club        | 34 | 20 | 14 | 2.817 | 2.675 | +142 | Classificats per al Playoff pel títol |
| 6   | Laboral Kutxa Baskonia      | 34 | 19 | 15 | 2.834 | 2.669 | +165 | Classificats per al Playoff pel títol |
| 7   | FIATC Joventut              | 34 | 19 | 15 | 2.652 | 2.624 | +28  | Classificats per al Playoff pel títol |
| 8   | Herbalife Gran Canaria      | 34 | 18 | 16 | 2.638 | 2.636 | +2   | Classificats per al Playoff pel títol |
| 9   | CAI Zaragoza                | 34 | 18 | 16 | 2.512 | 2.578 | -66  |                                       |
| 10  | UCAM Murcia                 | 34 | 17 | 17 | 2.621 | 2.660 | -39  |                                       |
| 11  | Iberostar Tenerife          | 34 | 16 | 18 | 2.651 | 2.619 | +32  |                                       |
| 12  | Río Natura Monbús Obradoiro | 34 | 15 | 19 | 2.467 | 2.535 | -68  |                                       |
| 13  | Movistar Estudiantes        | 34 | 14 | 20 | 2.509 | 2.615 | -106 |                                       |
| 14  | Morabanc Andorra            | 34 | 12 | 22 | 2.549 | 2.615 | -66  |                                       |
| 15  | Baloncesto Sevilla          | 34 | 12 | 22 | 2.462 | 2.673 | -211 |                                       |
| 16  | La Bruixa d'Or Manresa      | 34 | 11 | 23 | 2.456 | 2.672 | -216 |                                       |
| 17  | Gipuzkoa Basket             | 34 | 10 | 24 | 2.409 | 2.648 | -239 | Descens a LEB Or                      |
| 18  | Montakit Fuenlabrada        | 34 | 8  | 26 | 2.533 | 2.718 | -185 | Descens a LEB Or                      |

### Resultats
| Local \ Visitant       | SEV    | CAI     | DBB   | FCB    | CJB   | GBC    | HGC    | TFE    | MAN    | LBO    | FUE   | AND   | EST   | RMB   | OBR   | UCM    | UNI     | VBC   |
| Baloncesto Sevilla     |        | 77–73   | 80–69 | 85–74  | 77–70 | 61–76  | 75–83  | 87–96  | 72–80  | 83–91  | 68–71 | 57–77 | 74–65 | 72–81 | 86–60 | 83–96  | 75–70   | 79–72 |
| CAI Zaragoza           | 97–99  |         | 76–64 | 67–103 | 74–79 | 72–65  | 78–102 | 72–83  | 82–77  | 105–94 | 86–69 | 84–79 | 82–78 | 74–80 | 82–74 | 82–63  | 82–76   | 69–77 |
| Dominion Bilbao Basket | 89–61  | 71–82   |       | 73–67  | 95–92 | 92–66  | 90–74  | 83–101 | 86–77  | 93–75  | 73–54 | 84–72 | 64–63 | 89–79 | 70–58 | 82–74  | 93–94   | 82–80 |
| FC Barcelona           | 99–83  | 90–67   | 80–73 |        | 82–83 | 71–58  | 80–61  | 87–79  | 101–53 | 87–65  | 88–82 | 84–74 | 76–62 | 76–68 | 79–57 | 90–70  | 114–110 | 76–57 |
| FIATC Joventut         | 75–64  | 73–67   | 85–79 | 61–99  |       | 91–66  | 81–79  | 88–85  | 82–63  | 83–82  | 85–65 | 67–82 | 65–60 | 80–81 | 72–78 | 77–54  | 82–74   | 91–95 |
| Gipuzkoa Basket        | 67–69  | 61–76   | 80–67 | 43–57  | 63–66 |        | 72–74  | 77–76  | 82–75  | 66–95  | 74–86 | 67–64 | 76–82 | 76–90 | 97–94 | 67–70  | 72–76   | 69–67 |
| Herbalife Gran Canaria | 71–70  | 85–67   | 60–70 | 76–70  | 79–77 | 71–70  |        | 79–64  | 75–81  | 93–77  | 88–77 | 90–81 | 79–63 | 80–88 | 72–57 | 80–92  | 67–74   | 90–76 |
| Iberostar Tenerife     | 82–61  | 66–67   | 68–85 | 66–80  | 89–83 | 77–68  | 71–68  |        | 66–62  | 91–56  | 99–74 | 83–56 | 81–74 | 82–93 | 77–53 | 78–72  | 71–89   | 74–81 |
| La Bruixa d'Or Manresa | 72–78  | 57–73   | 76–77 | 69–88  | 79–84 | 64–79  | 73–81  | 75–73  |        | 64–71  | 68–53 | 88–80 | 81–75 | 66–83 | 78–59 | 80–68  | 80–76   | 78–77 |
| Laboral Kutxa Baskonia | 100–60 | 73–45   | 86–74 | 103–94 | 87–68 | 79–62  | 109–70 | 84–74  | 87–67  |        | 77–71 | 89–74 | 94–59 | 94–81 | 85–77 | 77–85  | 79–88   | 94–88 |
| Montakit Fuenlabrada   | 82–81  | 67–69   | 85–91 | 64–79  | 73–77 | 65–76  | 65–76  | 83–66  | 90–64  | 91–83  |       | 88–65 | 93–84 | 94–96 | 82–88 | 66–71  | 75–78   | 64–87 |
| MoraBanc Andorra       | 89–65  | 72–59   | 75–76 | 56–71  | 84–81 | 77–88  | 91–86  | 73–58  | 80–64  | 87–85  | 91–85 |       | 81–76 | 70–79 | 65–74 | 68–74  | 74–77   | 64–65 |
| Movistar Estudiantes   | 65–82  | 66–61   | 83–77 | 102–96 | 78–75 | 91–74  | 84–75  | 66–79  | 78–73  | 86–76  | 86–79 | 58–55 |       | 89–84 | 79–57 | 90–79  | 78–85   | 76–81 |
| Real Madrid            | 87–81  | 89–71   | 78–52 | 91–78  | 90–88 | 86–70  | 70–57  | 94–85  | 80–90  | 75–74  | 86–69 | 84–83 | 92–66 |       | 91–73 | 90–65  | 92–77   | 90–71 |
| Río Natura Monbús      | 88–77  | 77–69   | 77–72 | 79–67  | 67–71 | 85–69  | 80–68  | 63–82  | 88–64  | 74–81  | 75–63 | 78–73 | 60–59 | 76–85 |       | 104–52 | 78–66   | 62–73 |
| UCAM Murcia            | 98–68  | 71–75   | 91–65 | 64–76  | 70–77 | 99–68  | 85–89  | 104–81 | 83–72  | 93–88  | 82–69 | 73–77 | 79–65 | 86–79 | 68–64 |        | 86–96   | 85–76 |
| Unicaja Málaga         | 82–76  | 86–90   | 86–74 | 61–74  | 81–77 | 74–59  | 77–68  | 84–68  | 81–65  | 76–74  | 72–63 | 83–69 | 66–62 | 99–92 | 80–69 | 80–56  |         | 89–85 |
| València Basket Club   | 96–73  | 106–109 | 73–78 | 93–73  | 83–66 | 109–86 | 101–92 | 98–80  | 84–81  | 85–70  | 89–76 | 95–91 | 84–67 | 87–99 | 81–64 | 81–63  | 64–75   |       |

### Evolució de la classificació
| Equip \ Jornada             | 1           | 2  | 3  | 4  | 5  | 6  | 7  | 8  | 9  | 10 | 11 | 12 | 13 | 14 | 15 | 16 | 17 | 18 | 19 | 20 | 21 | 22 | 23 | 24 | 25 | 26 | 27 | 28 | 29 | 30 | 31 | 32 | 33 | 34 |   |
| --------------------------- | ----------- | -- | -- | -- | -- | -- | -- | -- | -- | -- | -- | -- | -- | -- | -- | -- | -- | -- | -- | -- | -- | -- | -- | -- | -- | -- | -- | -- | -- | -- | -- | -- | -- | -- | - |
| Equip \ Jornada             | Real Madrid | 6  | 2  | 3  | 3  | 2  | 1  | 1  | 1  | 1  | 1  | 3  | 1  | 3  | 3  | 2  | 2  | 2  | 2  | 2  | 2  | 2  | 2  | 1  | 1  | 2  | 2  | 2  | 2  | 1  | 1  | 1  | 1  | 1  | 1 |
| FC Barcelona                | 2           | 1  | 1  | 1  | 3  | 2  | 2  | 2  | 2  | 3  | 2  | 3  | 2  | 2  | 5  | 5  | 5  | 5  | 5  | 4  | 3  | 3  | 3  | 3  | 3  | 3  | 3  | 3  | 3  | 3  | 3  | 3  | 2  | 2  |   |
| Unicaja Málaga              | 5           | 3  | 2  | 2  | 1  | 3  | 3  | 3  | 3  | 2  | 1  | 2  | 1  | 1  | 1  | 1  | 1  | 1  | 1  | 1  | 1  | 1  | 2  | 2  | 1  | 1  | 1  | 1  | 2  | 2  | 2  | 2  | 3  | 3  |   |
| Dominion Bilbao Basket      | 3           | 4  | 4  | 7  | 4  | 4  | 4  | 4  | 4  | 4  | 4  | 5  | 5  | 4  | 3  | 3  | 4  | 3  | 3  | 3  | 4  | 4  | 4  | 4  | 4  | 4  | 4  | 4  | 4  | 5  | 4  | 5  | 4  | 4  |   |
| València Basket Club        | 12          | 7  | 6  | 4  | 6  | 5  | 5  | 9  | 8  | 6  | 6  | 6  | 6  | 6  | 6  | 6  | 6  | 6  | 6  | 6  | 6  | 6  | 6  | 7  | 7  | 7  | 6  | 6  | 5  | 4  | 5  | 4  | 5  | 5  |   |
| Laboral Kutxa Baskonia      | 17          | 16 | 15 | 12 | 11 | 12 | 10 | 11 | 11 | 11 | 11 | 11 | 9  | 11 | 10 | 11 | 9  | 9  | 9  | 7  | 7  | 8  | 8  | 6  | 6  | 5  | 7  | 5  | 6  | 6  | 6  | 7  | 7  | 6  |   |
| FIATC Joventut              | 9           | 6  | 8  | 9  | 10 | 7  | 7  | 7  | 5  | 5  | 5  | 4  | 4  | 5  | 4  | 4  | 3  | 4  | 4  | 5  | 5  | 5  | 5  | 5  | 5  | 6  | 5  | 7  | 7  | 7  | 7  | 6  | 6  | 7  |   |
| Herbalife Gran Canaria      | 13          | 11 | 13 | 15 | 14 | 11 | 12 | 12 | 12 | 12 | 12 | 12 | 11 | 8  | 8  | 7  | 7  | 7  | 7  | 8  | 8  | 9  | 9  | 9  | 9  | 9  | 9  | 9  | 9  | 9  | 8  | 8  | 8  | 8  |   |
| CAI Zaragoza                | 10          | 12 | 11 | 10 | 9  | 9  | 6  | 5  | 7  | 7  | 8  | 7  | 7  | 7  | 7  | 8  | 8  | 8  | 8  | 9  | 9  | 7  | 7  | 8  | 8  | 8  | 8  | 8  | 8  | 10 | 9  | 9  | 9  | 9  |   |
| UCAM Murcia                 | 8           | 5  | 9  | 5  | 7  | 6  | 9  | 6  | 9  | 10 | 9  | 8  | 8  | 10 | 9  | 10 | 11 | 11 | 12 | 12 | 11 | 11 | 11 | 11 | 10 | 11 | 12 | 12 | 11 | 11 | 11 | 10 | 10 | 10 |   |
| Iberostar Tenerife          | 7           | 10 | 7  | 8  | 5  | 8  | 11 | 8  | 10 | 8  | 10 | 9  | 10 | 12 | 12 | 12 | 12 | 12 | 10 | 10 | 10 | 10 | 10 | 10 | 11 | 12 | 10 | 10 | 10 | 8  | 10 | 11 | 11 | 11 |   |
| Río Natura Monbús Obradoiro | 1           | 9  | 5  | 6  | 8  | 10 | 8  | 10 | 6  | 9  | 7  | 10 | 12 | 9  | 11 | 9  | 10 | 10 | 11 | 11 | 12 | 12 | 12 | 12 | 12 | 10 | 11 | 11 | 12 | 12 | 12 | 12 | 12 | 12 |   |
| Movistar Estudiantes        | 4           | 8  | 10 | 11 | 12 | 14 | 14 | 14 | 14 | 13 | 13 | 13 | 14 | 14 | 15 | 14 | 13 | 13 | 13 | 13 | 13 | 13 | 13 | 13 | 13 | 13 | 13 | 13 | 13 | 13 | 14 | 13 | 13 | 13 |   |
| MoraBanc Andorra            | 14          | 13 | 12 | 13 | 13 | 13 | 13 | 13 | 13 | 14 | 14 | 14 | 13 | 13 | 13 | 15 | 15 | 15 | 15 | 15 | 17 | 15 | 16 | 15 | 15 | 15 | 15 | 15 | 14 | 14 | 13 | 14 | 14 | 14 |   |
| Baloncesto Sevilla          | 11          | 17 | 17 | 18 | 18 | 18 | 15 | 15 | 16 | 16 | 16 | 17 | 18 | 18 | 18 | 18 | 18 | 18 | 18 | 17 | 15 | 16 | 18 | 17 | 16 | 17 | 16 | 16 | 16 | 15 | 16 | 15 | 15 | 15 |   |
| La Bruixa d'Or Manresa      | 18          | 18 | 18 | 16 | 16 | 16 | 17 | 18 | 18 | 18 | 18 | 18 | 17 | 16 | 16 | 17 | 16 | 16 | 16 | 16 | 18 | 18 | 17 | 18 | 17 | 16 | 17 | 17 | 17 | 18 | 17 | 17 | 17 | 16 |   |
| Gipuzkoa Basket             | 15          | 15 | 16 | 17 | 17 | 17 | 18 | 16 | 15 | 15 | 15 | 16 | 15 | 15 | 14 | 13 | 14 | 14 | 14 | 14 | 14 | 14 | 14 | 14 | 14 | 14 | 14 | 14 | 15 | 16 | 15 | 16 | 16 | 17 |   |
| Montakit Fuenlabrada        | 16          | 14 | 14 | 14 | 15 | 15 | 16 | 17 | 17 | 17 | 17 | 15 | 16 | 17 | 17 | 16 | 17 | 17 | 17 | 18 | 16 | 17 | 15 | 16 | 18 | 18 | 18 | 18 | 18 | 17 | 18 | 18 | 18 | 18 |   |

## Playoff pel títol
El playoff consisteix en unes eliminatòries, el vencedor de les quals es proclama campió de la Lliga ACB. Els quarts de final es disputen al millor de tres partits i les semifinals i la final al millor de 5 partits.
|  | Quarts de final | Quarts de final        | Quarts de final | Quarts de final | Quarts de final |     |              | Semifinals             | Semifinals     | Semifinals | Semifinals | Semifinals | Semifinals | Semifinals |  |   | Final       | Final | Final | Final | Final | Final | Final |
|  |                 |                        |                 |                 |                 |     |              |                        |                |            |            |            |            |            |  |   |             |       |       |       |       |       |       |
|  | 1               | Real Madrid            | 101             | 93              |                 |     |              |                        |                |            |            |            |            |            |  |   |             |       |       |       |       |       |       |
|  | 8               | Herbalife Gran Canaria | 74              | 86              |                 |     |              |                        |                |            |            |            |            |            |  |   |             |       |       |       |       |       |       |
|  | 8               | Herbalife Gran Canaria | 74              | 86              |                 | 1   | Real Madrid  | 81                     | 89             | 103        | 90         |            |            |            |  |   |             |       |       |       |       |       |       |
|  |                 |                        |                 |                 |                 | 1   | Real Madrid  | 81                     | 89             | 103        | 90         |            |            |            |  |   |             |       |       |       |       |       |       |
|  |                 | 5                      | València Basket | 71              | 93              | 100 | 84           |                        |                |            |            |            |            |            |  |   |             |       |       |       |       |       |       |
|  | 4               | 5                      | València Basket | 71              | 93              | 100 | 84           | Dominion Bilbao Basket | 75             | 80         | 70         |            |            |            |  |   |             |       |       |       |       |       |       |
|  | 4               |                        |                 |                 |                 |     |              | Dominion Bilbao Basket | 75             | 80         | 70         |            |            |            |  |   |             |       |       |       |       |       |       |
|  | 5               | València Basket Club   | 91              | 76              | 71              |     |              |                        |                |            |            |            |            |            |  |   |             |       |       |       |       |       |       |
|  |                 |                        |                 |                 |                 |     |              |                        |                |            |            |            |            |            |  | 1 | Real Madrid | 78    | 100   | 90    |       |       |       |
|  |                 | 2                      | FC Barcelona    | 72              | 80              | 85  |              |                        |                |            |            |            |            |            |  |   |             |       |       |       |       |       |       |
|  | 2               | FC Barcelona           | 77              | 80              |                 |     |              |                        |                |            |            |            |            |            |  |   |             |       |       |       |       |       |       |
|  | 7               | FIATC Joventut         | 55              | 74              |                 |     |              |                        |                |            |            |            |            |            |  |   |             |       |       |       |       |       |       |
|  | 7               | FIATC Joventut         | 55              | 74              |                 | 2   | FC Barcelona | 91                     | 91             | 84         | 66         | 77         |            |            |  |   |             |       |       |       |       |       |       |
|  |                 |                        |                 |                 |                 | 2   | FC Barcelona | 91                     | 91             | 84         | 66         | 77         |            |            |  |   |             |       |       |       |       |       |       |
|  |                 | 3                      | Unicaja Málaga  | 60              | 70              | 89  | 77           | 74                     |                |            |            |            |            |            |  |   |             |       |       |       |       |       |       |
|  | 3               | 3                      | Unicaja Málaga  | 60              | 70              | 89  | 77           | 74                     | Unicaja Málaga | 69         | 82         | 89         |            |            |  |   |             |       |       |       |       |       |       |
|  | 3               |                        |                 |                 |                 |     |              |                        | Unicaja Málaga | 69         | 82         | 89         |            |            |  |   |             |       |       |       |       |       |       |
|  | 6               | Laboral Kutxa Baskonia | 55              | 92              | 77              |     |              |                        |                |            |            |            |            |            |  |   |             |       |       |       |       |       |       |
|  |                 |                        |                 |                 |                 |     |              |                        |                |            |            |            |            |            |  |   |             |       |       |       |       |       |       |

## Premis
MVP Orange Espanya
| Pos | Jugador      | Equip       | Ref   |
| --- | ------------ | ----------- | ----- |
| AP  | Felipe Reyes | Real Madrid | [ 9 ] |

Millor quintet
| Pos | Jugador         | Equip                  | Ref    |
| --- | --------------- | ---------------------- | ------ |
| B   | Jayson Granger  | Unicaja Málaga         | [ 10 ] |
| E   | Sergi Llull     | Real Madrid            | [ 10 ] |
| A   | Pau Ribas       | València Basket Club   | [ 10 ] |
| AP  | Felipe Reyes    | Real Madrid            | [ 10 ] |
| P   | Marko Todorović | Dominion Bilbao Basket | [ 10 ] |

Millor jugador jove
| Pos | Jugador   | Equip           | Ref    |
| --- | --------- | --------------- | ------ |
| A   | Dani Díez | Gipuzkoa Basket | [ 11 ] |

Millor quintet jove
| Pos | Jugador            | Equip                | Ref    |
| --- | ------------------ | -------------------- | ------ |
| B   | Guillem Vives      | València Basket Club | [ 12 ] |
| E   | Àlex Abrines       | FC Barcelona         | [ 12 ] |
| A   | Dani Díez          | Gipuzkoa Basket      | [ 12 ] |
| AP  | Kristaps Porziņģis | Baloncesto Sevilla   | [ 12 ] |
| P   | Willy Hernangómez  | Baloncesto Sevilla   | [ 12 ] |

Premi Endesa
| Pos | Jugador      | Equip       | Ref    |
| --- | ------------ | ----------- | ------ |
| AP  | Felipe Reyes | Real Madrid | [ 13 ] |

Premi KIA al jugador més espectacular
| Pos | Jugador            | Equip                  | Ref    |
| --- | ------------------ | ---------------------- | ------ |
| P   | Latavious Williams | Dominion Bilbao Basket | [ 14 ] |

Premi Bifrutas al millor passador
| Pos | Jugador      | Equip           | Ref    |
| --- | ------------ | --------------- | ------ |
| B   | Jared Jordan | Gipuzkoa Basket | [ 15 ] |

Premi Plátano de Canarias al millor triplista
| Pos | Jugador          | Equip                       | Ref    |
| --- | ---------------- | --------------------------- | ------ |
| E   | Alberto Corbacho | Río Natura Monbús Obradoiro | [ 16 ] |

Millor entrenador
| Entrenador | Equip       | Ref    |
| ---------- | ----------- | ------ |
| Pablo Laso | Real Madrid | [ 17 ] |

Jugador de la jornada
| Jornada | Jugador                   | Equip                           | Valoració                                |
| ------- | ------------------------- | ------------------------------- | ---------------------------------------- |
| 1       | Augusto Lima              | UCAM Murcia                     | 31 Arxivat 2015-07-01 a Wayback Machine. |
| 2       | Marko Todorovic           | Bilbao Basket                   | 31 Arxivat 2015-07-02 a Wayback Machine. |
| 3       | Thomas Schreiner          | MoraBanc Andorra                | 25 Arxivat 2015-07-01 a Wayback Machine. |
| 3       | Fran Vázquez              | Unicaja Málaga                  | 25 Arxivat 2015-07-01 a Wayback Machine. |
| 4       | Željko Šakić              | La Bruixa d'Or Manresa          | 34 Arxivat 2015-07-02 a Wayback Machine. |
| 5       | Dāvis Bertāns             | Laboral Kutxa Baskonia          | 28 Arxivat 2015-07-01 a Wayback Machine. |
| 6       | Eulis Báez                | Herbalife Gran Canaria          | 29 Arxivat 2015-07-02 a Wayback Machine. |
| 6       | Felipe Reyes              | Real Madrid                     | 29 Arxivat 2015-07-02 a Wayback Machine. |
| 7       | Maciej Lampe              | FC Barcelona                    | 31 Arxivat 2015-07-01 a Wayback Machine. |
| 8       | Ante Tomić                | FC Barcelona (2)                | 28 Arxivat 2015-07-02 a Wayback Machine. |
| 8       | Marko Todorovic (2)       | Bilbao Basket (2)               | 28 Arxivat 2015-07-02 a Wayback Machine. |
| 9       | Fabien Causeur            | Laboral Kutxa Baskonia (2)      | 27 Arxivat 2015-05-22 a Wayback Machine. |
| 9       | Àlex Abrines              | FC Barcelona (3)                | 27 Arxivat 2015-05-22 a Wayback Machine. |
| 10      | Willy Hernangómez         | Baloncesto Sevilla              | 43 Arxivat 2015-05-22 a Wayback Machine. |
| 11      | Tibor Pleiss              | FC Barcelona (4)                | 29 Arxivat 2015-07-02 a Wayback Machine. |
| 12      | Andy Panko                | Montakit Fuenlabrada            | 36 Arxivat 2014-12-30 a Wayback Machine. |
| 13      | Fernando San Emeterio     | Laboral Kutxa Baskonia (3)      | 24 Arxivat 2015-07-02 a Wayback Machine. |
| 14      | Jayson Granger            | Unicaja Málaga (2)              | 35 Arxivat 2015-07-02 a Wayback Machine. |
| 15      | Quino Colom               | Bilbao Basket (3)               | 26 Arxivat 2015-07-02 a Wayback Machine. |
| 16      | Jeleel Akindele           | Montakit Fuenlabrada (2)        | 32 Arxivat 2015-07-02 a Wayback Machine. |
| 17      | Colton Iverson            | Laboral Kutxa Baskonia (4)      | 29 Arxivat 2015-07-01 a Wayback Machine. |
| 18      | Marko Todorovic (3)       | Bilbao Basket (4)               | 28 Arxivat 2015-07-01 a Wayback Machine. |
| 19      | Mario Hezonja             | FC Barcelona (5)                | 29 Arxivat 2018-02-14 a Wayback Machine. |
| 20      | Dani Díez                 | Gipuzkoa Basket                 | 36 Arxivat 2015-05-22 a Wayback Machine. |
| 21      | Andy Panko (2)            | Montakit Fuenlabrada (2)        | 33 Arxivat 2015-07-02 a Wayback Machine. |
| 22      | Rudy Fernández            | Real Madrid (2)                 | 26 Arxivat 2015-05-28 a Wayback Machine. |
| 22      | Vojdan Stojanovski        | MoraBanc Andorra (2)            | 26 Arxivat 2015-05-28 a Wayback Machine. |
| 23      | Jeleel Akindele (2)       | Montakit Fuenlabrada (3)        | 35 Arxivat 2015-05-28 a Wayback Machine. |
| 24      | Felipe Reyes (2)          | Real Madrid (3)                 | 31 Arxivat 2015-05-28 a Wayback Machine. |
| 25      | Maxi Kleber               | Río Natura Monbús Obradoiro     | 45 Arxivat 2015-03-25 a Wayback Machine. |
| 26      | Fernando San Emeterio (2) | Laboral Kutxa Baskonia (5)      | 30 Arxivat 2015-05-28 a Wayback Machine. |
| 27      | Pau Ribas                 | València Basket Club            | 26 Arxivat 2015-05-28 a Wayback Machine. |
| 28      | Fabien Causeur (2)        | Laboral Kutxa Baskonia (6)      | 32 Arxivat 2015-07-01 a Wayback Machine. |
| 29      | Pau Ribas (2)             | València Basket Club (2)        | 30 Arxivat 2015-05-28 a Wayback Machine. |
| 30      | Goran Suton               | FIATC Joventut                  | 30 Arxivat 2015-05-28 a Wayback Machine. |
| 30      | Luka Bogdanovic ·         | MoraBanc Andorra (3)            | 30 Arxivat 2015-05-28 a Wayback Machine. |
| 31      | Marko Todorović (4)       | Dominion Bilbao Basket (5)      | 27 Arxivat 2015-05-27 a Wayback Machine. |
| 32      | Adam Waczyński            | Río Natura Monbús Obradoiro (2) | 30 Arxivat 2015-08-20 a Wayback Machine. |
| 33      | Eulis Báez (2)            | Herbalife Gran Canaria (2)      | 29 Arxivat 2015-05-28 a Wayback Machine. |
| 34      | Kim Tillie                | Laboral Kutxa Baskonia (7)      | 31 Arxivat 2015-05-26 a Wayback Machine. |
| 34      | Augusto Lima (2)          | UCAM Murcia (2)                 | 31 Arxivat 2015-05-26 a Wayback Machine. |

Jugador del mes
| Mes      | Jornades | Jugador             | Equip                      | Valoració                                  |
| 2014     | 2014     | 2014                | 2014                       | 2014                                       |
| -------- | -------- | ------------------- | -------------------------- | ------------------------------------------ |
| Octubre  | 1-4      | Blagota Sekulic     | Iberostar Tenerife         | 22,3 Arxivat 2015-01-17 a Wayback Machine. |
| Novembre | 5-9      | Felipe Reyes        | Real Madrid                | 19,6 Arxivat 2015-01-17 a Wayback Machine. |
| Desembre | 10-14    | Andy Panko          | Montakit Fuenlabrada       | 24,6 Arxivat 2015-01-17 a Wayback Machine. |
| 2015     |          |                     |                            |                                            |
| Gener    | 15-18    | Jeleel Akindele     | Montakit Fuenlabrada (2)   | 23,0 Arxivat 2015-10-05 a Wayback Machine. |
| Febrer   | 19-21    | Andy Panko (2)      | Montakit Fuenlabrada (3)   | 23,3 Arxivat 2015-02-28 a Wayback Machine. |
| Març     | 22–26    | Marko Todorović     | Dominion Bilbao Basket     | 20,6 Arxivat 2015-04-02 a Wayback Machine. |
| Abril    | 27–30    | Andy Panko (3)      | Montakit Fuenlabrada (4)   | 23,3 Arxivat 2015-05-18 a Wayback Machine. |
| Maig     | 31-34    | Marko Todorović (2) | Dominion Bilbao Basket (2) | 22,0 Arxivat 2015-08-11 a Wayback Machine. |